# 浅田光輝
浅田 光輝（あさだ みつてる、1918年〈大正7年〉5月15日 - 2006年〈平成18年〉10月10日）は、日本の経済学者・政治運動家。立正大学名誉教授。

## 来歴
福島県須賀川市出身。1943年慶應義塾大学経済学部卒。在学中、三田新聞学会事件で検挙。応召し、戦後日本共産党に入る。1946年、豊田四郎のもとで日本経済機構研究所設立に参加。神山茂夫理論に共鳴、天皇制・ファシズム理論を展開。1954年共産党を除名。以後、新左翼活動を支援した。ハンガリー事件を契機に神山と離れ、全共闘運動を支援。
1949年専修大学商経学部非常勤講師、1951年静岡大学文理学部助教授、1967年立正大学教養部教授。1988年定年退任。

## 活動
1972年のあさま山荘事件では、「救援連絡センター・モップル社」と称して丸山照雄・水戸巌・木村荘（弁護士）らとともに、立てこもり犯の連合赤軍メンバーとの面会を試みたが、中止している。
新東京国際空港（現・成田国際空港）への燃料の鉄道輸送（暫定輸送）に反対しながらも従事する立場にあった動労千葉と三里塚芝山連合空港反対同盟の間を取り持つ動労千葉支援共闘会議の立ち上げに携わるなど、三里塚闘争にも関与していた。（→成田空港問題）
1974年の第10回参議院議員通常選挙に三里塚闘争の指導者である戸村一作が出馬すると、宇井純・小田実らとともに「三里塚闘争と戸村一作氏に連帯する会」を発足させた。

## 著書
- 『共産主義 人間革命か政治革命か』大日本雄弁会講談社 ミリオン・ブックス 1957
- 『経済学入門』法律文化社 1969
- 『破防法裁判傍聴記』れんが書房 1973
- 『市民社会と国家』三一書房 1975
- 『治安裁判と破防法 続破防法裁判傍聴記』新泉社 1978
- 『破防法公判傍聴記』全5巻 破防法研究会編 御茶の水書房 1993
- 『激動の時代とともに』情況出版 2000

### 共編著
- 『日本資本主義社会形成史』中村秀一郎共著 岩崎書店 1949
- 『日本ファシズムの諸問題』中村秀一郎共著 岩崎書店 1949
- 『ファシズムと軍事国家』鈴木安蔵共編 勁草書房 政治学研究叢書 1954
- 『近代日本断面史』小田切秀雄共編 青木新書 1955
- 『日本帝国主義史』全3巻 小山弘健共著 青木書店 1958-60
- 『現代革命と平和思想』富田富士雄,菅谷正貫共編 思想書林 1959 イデオロギー研究 第1集
- 『戦闘的左翼とはなにか』小山弘健共編 芳賀書店 1969
- 『天皇制国家論争』小山弘健共著 三一書房 1971
- 『日本帝国主義史』小山弘健共著 新泉社 叢書名著の復興 1985
- 『破防法を裁く 沖縄闘争破防法裁判二〇年の記録』葉山岳夫共編著 御茶の水書房 1993